# John Shipley
John Shipley (Solihull, 1960) è un giocatore di poker inglese.
Ha vinto la tappa di Londra dell'European Poker Tour 2004, vincendo £ 200.000. Ha collezionato 13 piazzamenti a premi WSOP, tra i quali figura il 7º posto nel Main Event 2002.